# Matteo Salineri
Matteo Salineri (Roma, 30 novembre 1902 – Milano, 6 luglio 1994) è stato un calciatore italiano, di ruolo portiere.

## Carriera
Cresciuto nella Lazio, è nella rosa di prima squadra a partire dal 1921-1922. 
Dal 1921 al 1926 gioca per cinque anni in massima serie con i biancocelesti, disputando complessivamente 11 gare.